# WWE Main Event
Pour les articles homonymes, voir Main Event.
WWE Main Event est une émission de télévision de divertissement sportif (plus précisément de catch) organisée par la WWE (World Wrestling Entertainement) et diffusée sur le réseau Ion Television aux États-Unis. Elle était diffusée sur la chaîne AB1 en France et AB3 en Belgique à partir du 5 avril 2013. Depuis juin 2016, elle n'est plus diffusée en France et en Belgique car AB1 et AB3 ne possèdent plus les droits de diffusion. L'émission est diffusée pour la première fois le 3 octobre 2012 et met en scène les Superstars et les Divas de la WWE. Elle servira de complément aux principales émissions de la WWE, à savoir Raw et SmackDown Live, tout en comprenant des matches exclusifs et du contenu additionnel dans les coulisses,.

## Production et présentation
Initialement l'enregistrement de l'émission avait lieu chaque mardi soir, avant celui de SmackDown. Le commentateur principal de la WWE Michael Cole ainsi que The Miz constituaient l'équipe de diffusion, accompagnés de l'annonceuse de ring Lilian Garcia. Les cordes du ring sont de couleur blanche, comme à l'accoutumée lors de Raw et la plupart des pay-per-view (malgré le fait qu'en octobre, la corde du milieu est rose à l'occasion de l'initiative de sensibilisation à propos du cancer du sein lancée conjointement par la WWE et la Susan G. Komen Breast Cancer Foundation).
À la suite du retour de la WWE Brand Extension, Main Event est devenu le show secondaire de SmackDown Live jusqu'à la fermeture de Superstars qui était son équivalent pour Raw. Depuis le 6 décembre 2016, il redevient le show commun aux deux divisions et il est enregistré le lundi soir avant Raw.

## Thème du générique
| Titre de la musique                   | Dates                            | Notes                                                                                    |
| ------------------------------------- | -------------------------------- | ---------------------------------------------------------------------------------------- |
| Diamond Eyes (Boom-Lay Boom-Lay Boom) | 3 octobre 2012 - 22 janvier 2014 | Le groupe est Shinedown.                                                                 |
| On My Own                             | 28 janvier 2014 - 4 juin 2022    | Le groupe est CFO$. C'est la plus longue période générique de Main Event à être exposée. |
| I Can't Lose                          | 11 juin 2022 - présent           | Le groupe est def rebel.                                                                 |

### Commentateurs
| période                                | Commentateur principal | Commentateur secondaire ou duo   | note |
| -------------------------------------- | ---------------------- | -------------------------------- | --- |
| Du 3 octobre 2012 au 22 mai 2013       | The Miz                | Michael Cole                     | Le 17 octobre 2012, John "Bradshaw" Layfield remplace The Miz car il avait un match dans l'émission ce soir-là. Le 7 novembre 2012, The Miz n'est pas présent, c'est donc JBL qui endosse encore le rôle, ainsi que du 21 au 28 novembre et également du 6 au 13 février 2013. Le 6 janvier, Brad Maddox a remplacé The Miz. Le 27 février, Jerry Lawler a remplacé The Miz. Du 3 avril au 8 mai 2013, JBL remplace The Miz parti en tournage pour un film. |
| Du 30 mai 2013 au 25 décembre 2013     | The Miz                | Josh Matthews                    | Josh Matthews remplace Michael Cole. Du 29 mai au 5 juin , Ricardo Rodriguez a remplacé The Miz et le 12 juin, il a été remplacé par Wade Barrett. Le 3 juillet par Cody Rhodes et le 31 juillet par JBL. Alex Riley a remplacé The Miz durant plusieurs périodes. Tom Phillips remplace Matthews depuis le 1er janvier 2014. |
| DU 12 février 2014 au 12 août 2014     | Tom Phillips (en)      | Byron Saxton                     | Josh Matthews quitte la WWE et est remplacé de façon définitive par Tom Phillips. Byron Saxton remplace The Miz pour qu'il puisse revenir sur les rings. |
| 20 aout 2014 au 30 décembre 2014       | Byron Saxton           | Michael Cole                     | Michael Cole remplace Phillips et fait son retour pour que Phillips puisse se consacrer à SmackDown. Le 28 octobre 2014, JBL s'est rajouté au duo. Le 9 octobre 2014, Tom Phillips et Renée Young ont remplacé Saxton et Cole. |
| 13 janvier 2015 - 16 juin 2015         | Tom Phillips           | John "Bradshaw" Layfield         | Saxton quitte Main Event pour se consacrer à SmackDown et Booker T se rajoute au duo du 30 décembre 2014 au 6 janvier 2015. Jerry Lawler a remplacé Phillips le 27 janvier 2015. Le 7 avril et et du 21 avril au 26 mai, Rich Brennan a remplacé Phillips. Du 2 au 16 juin, Jimmy Uso s'est rajouté au duo. |
| 23 juin 2015- 25 août 2015             | Rich Brennan           | Jerry Lawler                     | Rich Brennan depuis le 23 juin devient le commentateur permanent, il a remplacé Tom Phillips pour qu'il puisse se consacrer uniquement à SmackDown. Lawler remplace JBL pour qu'il puisse se consacrer uniquement à RAW. Le 25 août, Jimmy Uso et Tom Phillips remplacent Lawler et Brennan. |
| 1er septembre 2015 au 30 décembre 2015 | Tom Phillips           | Byron Saxton                     | Jimmy Uso rejoint le duo du 1er au 8 septembre 2015 et du 22 septembre 2015 au 27 octobre 2015. Uso est remplacé par Michael Cole le 29 septembre 2015. À partir du 3 novembre, il reste le seul duo car Jimmy Uso s'est remis de sa blessure et retourne sur les rings. Du 22 décembre au 29 décembre, Rich Brennan a remplacé Phillips. |
| 27 janvier 2016 au 7 juin 2016         | Tom Phillips           | Jerry Lawler                     | Jerry Lawler fait son retour à Main Event pour remplacer Byron Saxton. Rich Brennan a fait son retour pour remplacer Tom Phillips du 5 janvier au 26 avril 2016. |
| 14 juin 2016 - 13 décembre 2016        | Tom Phillips           | David Otunga                     | Jerry Lawler se fait remplacer par David Otunga à la suite de sa suspension. Le 18 octobre 2016, Aiden English se rajoute au duo déjà formé. Cathy Kelley, assure seul les commentaires du 22 novembre au 13 décembre 2016. |
| 20 décembre 2016 - 17 mai 2017         | Tom Phillips           | Byron Saxton                     | Du 20 décembre 2016 au 7 février 2017, Austin Aries se rajoute au nouveau duo. Il a été remplacé par R-Truth du 14 février au 7 mars 2017. Le 12 avril et le 17 mai 2017, Corey Graves remplace Byron Saxton. |
| 24 mai 2017 - 30 août 2017             | Corey Graves           | Vic Joseph                       | Tom Phillips part à SmackDown et Byron Saxton à RAW. Ce duo sera de retour le 27 septembre 2017 et le 31 janvier 2018. |
| 6 septembre 2017 - 18 avril 2018       | Vic Joseph             | Nigel McGuinness                 | Nigel McGuinness remplace Corey Graves parti à RAW. Le 18 avril 2018, Percy Watson a remplacé Nigel McGuinness. |
| 25 avril 2018 - 18 janvier 2019        | Vic Joseph             | Nigel McGuinness et Percy Watson | Depuis le 25 avril, Percy Watson se rajoute au duo. Le 20 juin 2018, Tom Phillips a remplacé Vic Joseph mais Nigel McGuinness n'a pas été remplacé. |
| 25 janvier 2019 - 29 mars 2019         | Byron Saxton           | Renee Young et Percy Watson      | Byron Saxton et Renee Young remplacent Vic Joseph et Nigel McGuinness. |
| 4 avril 2019 - 11 avril 2019           | Byron Saxton           | Renee Young et Vic Joseph        | Vic Joseph remplace Percy Watson. |
| 18 avril 2019 - 19 septembre 2019      | Byron Saxton           | Renee Young                      | Le 18 avril 2019, le 23 mai 2019 et du 12 juillet au 19 juillet 2019, Sam Roberts a commenté avec le duo Young-Saxton. Du 25 avril 2019 au 2 mai, c'est David Otunga qui commentera avec le duo. Le 16 mai 2019, Renee Young sera remplacée par Nigel McGuinness et Aiden English. Du 12 au 19 septembre 2019, Dio Maddin rejoint le duo. |
| 26 septembre 2019                      | Vic Joseph             | Mickie James et Dio Maddin       | Vic Joseph et Mickie James remplacent Byron Saxton et Renee Young. |
| 10 octobre 2019 - 28 novembre 2019     | Byron Saxton           | Mickie James et Dio Maddin       | Byron Saxton revient à Main Event. Du 21 au 28 novembre 2019, Vic Joseph remplace Mickie James mais Dio Maddin n'est pas remplacé. |
| 5 décembre 2019 - 16 avril 2020        | Byron Saxton           | Mickie James                     | Dio Maddin quitte son poste de commentateur. Du 9 avril au 16 avril 2020, Tom Phillips a remplacé Mickie James. |
| 23 avril 2020 - 29 juillet 2020        | Tom Phillips           | MVP                              | Tom Phillips remplace définitivement Mickie James et MVP remplace Byron Saxton. |
| 7 août 2020 - 4 novembre 2020          | Tom Phillips           | Byron Saxton                     | Byron Saxton revient à nouveau à Main Event. Le 9 septembre 2020, Tom Phillips est remplacé par Samoa Joe et le 16 septembre 2020, il est remplacé par Michael Cole. |
| 11 novembre 2020 - 3 mars 2021         | Tom Phillips           | Samoa Joe                        | Samoa Joe remplace Byron Saxton. |
| 10 mars 2021 - 3 août 2023             | Byron Saxton           | Kevin Patrick                    | Byron Saxton revient à Main Event et est rejoint par l'interviewer Kevin Patrick. |
| 10 août 2023 - 10 janvier 2024         | Byron Saxton           | Wade Barrett                     | Barrett remplace Kevin Patrick qui devient commentateur à SmackDown. Le 1er novembre 2023, Blake Howard remplace Byron Saxton. Les 15 et 29 novembre 2023 puis le 13 décembre 2023, Blake Howard remplace Wade Barrett. |
| 17 janvier 2024 - 25 janvier 2024      | Byron Saxton           | Blake Howard                     | Blake Howard remplace Wade Barrett |
| 1 février 2024 - présent               | Blake Howard           | Brian James / Vic Joseph         | Brian James remplace Byron Saxton. Depuis quelques mois, Brian James est remplacé par Vic Joseph. |

### Annonceurs de ring
| Annonceuse     | Dates                              | Notes |
| -------------- | ---------------------------------- | --- |
| Lilian Garcia  | 3 octobre 2012 - 6 février 2013    | À la suite de son accident de voiture à Los Angeles, Tony Chimel la remplace pour l'émission durant le mois de novembre. Chimel remplacera également Lilian Garcia le 26 décembre 2012. |
| Tony Chimel    | 13 février 2013 - 24 juin 2014     | Il la remplace définitivement depuis le 13 février, Garcia étant définitivement rattachée à WWE SmackDown. Lilian Garcia est revenue à Main Event pour remplacer Chimel quand il n'est pas disponible. Le 24 juillet 2013, Justin Roberts remplace Tony Chimel.                                                                         |
| Eden Stiles    | 1er juillet 2014 - 23 février 2016 | Elle le remplace définitivement depuis le 1er juillet 2014. JoJo la remplace sur diverses périodes entre 2015 et 2016. |
| Greg Hamilton  | 1er mars 2016 - 29 novembre 2016   | Il remplace définitivement Eden Styles même si elle le remplace le 19 avril 2016. Hamilton sera remplacé par JoJo le 19 juillet 2016. |
| JoJo           | 6 décembre 2016 - 3 janvier 2019   | À la suite de la fin de WWE Superstars et de l'arrivée de 205 Live, Main Event devient le show mineur de WWE RAW. JoJo devient donc l'annonceuse définitive du show. Elle sera remplacée par Mike Rome du 26 janvier 2017 au 16 mars 2017 et du 13 avril 2017 au 7 septembre 2017, en plus de quelques autres dates.                    |
| Mike Rome      | 10 janvier 2019 - 4 mai 2023       | Mike Rome remplace définitivement JoJo à la suite de sa grossesse. Il sera remplacé par Samantha Irvin pendant une courte période en 2021 et par Alicia Taylor le 26 janvier 2023. Il quitte Main Event en mai 2023 à la suite de son draft à SmackDown.                                                                                |
| Samantha Irvin | 11 mai 2023 - 10 octobre 2024      | Elle remplace Mike Rome, parti à SmackDown. Celui-ci la remplace le 12 octobre 2023. Irvin sera aussi remplacée par Alicia Taylor à certaines occasions entre 2023 et 2024. Le 21 octobre 2024, Samantha Irvin annonce son départ de la WWE.                                                                                            |
| Alicia Taylor  | 17 octobre 2024                    | Elle assure l'épisode probablement enregistré avant SmackDown. |
| Mike Rome      | 24 octobre 2024                    | Il assure l'épisode du 24 octobre à la suite du départ de Samantha Irvin. |
| Lilian Garcia  | 31 octobre 2024 - 9 janvier 2025   | Elle fait son second retour à la WWE afin de remplacer définitivement Samantha Irvin. Elle sera remplacée par Mike Rome durant 2 dates au mois de novembre 2024 car les épisodes étaient enregistrés en Arabie Saoudite. |
| Alicia Taylor  | 16 janvier 2025 - présent          | À la suite de son draft à WWE RAW, Alicia Taylor récupère Main Event. Le 20 février 2025, elle est remplacée par Lilian Garcia. Depuis le 7 juin 2025, elle annonce en alternance avec Mark Nash même si elle continue à annoncer quelques épisodes en entier. Le 26 avril 2025 et le 5 juillet 2025, Mark Nash remplace Alicia Taylor. |
| Mark Nash      | 7 juin 2025 - présent              | Il annonce en alternance avec Alicia Taylor. Le 5 juillet 2025, il annonce entièrement le show car celui-ci était enregistré en Arabie Saoudite. |

## Diffusion aux États-Unis
| Saison | Année     | Jour     | Chaîne                                                    |
| ------ | --------- | -------- | --------------------------------------------------------- |
| 1      | 2012–2013 | Mercredi | Ion Television et International syndication.              |
| 2      | 2013–2014 | Mercredi | Ion Television puis WWE.com et International syndication. |
| 3      | 2014–2015 | Mercredi | International syndication, WWE.com puis WWE Network.      |
| 4      | 2015–2016 | mardi    | International syndication , WWE Network et Hulu Plu.      |
| 5      | 2016–2017 | mardi    | International syndication , WWE Network et Hulu Plu.      |
| 6      | 2017–2018 | mardi    | International syndication , WWE Network et Hulu Plu.      |
| 7      | 2018–2019 | mardi    | International syndication , WWE Network et Hulu Plu.      |

## Diffuseurs internationaux
En plus d'être diffusé en France sur AB1, WWE Main Event est également diffusé internationalement.
| Pays             | Réseau                | Réf   |
| ---------------- | --------------------- | ----- |
| États-Unis       | Ion Television        | [ 3 ] |
| Australie        | Fox8                  | [ 4 ] |
| Brésil           | TV Esporte Interativo |       |
| Indonésie        | MNC Sports 2          |       |
| Israël           | TRACE Sport Channel   | [ 5 ] |
| Malaisie         | Astro SuperSport      | [ 6 ] |
| Nouvelle-Zélande | the BOX               | [ 7 ] |
| Philippines      | Fox                   | [ 7 ] |
| Belgique         | AB3                   |       |